# Лигаж
Лигаж — пресноводное озеро на территории Святозерского сельского поселения Пряжинского района Республики Карелии.

## Общие сведения
Площадь озера — 1,6 км², площадь водосборного бассейна — 10,5 км². Располагается на высоте 118,5 метров над уровнем моря.
Озеро неправильной округлой формы. Берега преимущественно заболоченные.
С восточной стороны озера вытекает Лигажручей, впадающий с левого берега в реку Шожму, втекающую в реку Рандозерку. Рандозерка впадает в реку Важинку, правый приток Свири.
в реку Рандозерку, впадающую в реку Важинку, правый приток Свири.
Населённые пункты вблизи водоёма отсутствуют.
Код объекта в государственном водном реестре — 01040100711102000015228.